# Église Saint-Pierre de Gourdon
Pour les articles homonymes, voir Église Saint-Pierre.
L'église Saint-Pierre de Gourdon est une église catholique située à Gourdon, en France.

## Historique
L'église est construite de 1304 à 1509 sur la base d'une ancienne église romane ruinée à la fin du XIIIe siècle. 
Sa nef et sa tour sud sont achevées en 1311. Pierre Descamps, maître-maçon, intervient comme vérificateur (peut-être Pierre Deschamps, successeur de l'architecte Jean Deschamps, mais ce dernier n'est pas intervenu dans cette église). Il constate que les arceaux des chapelles sont « forts et solides sauf qu'ils ne sont ni d'aplomb ni bien cintrés » et qu'il faut ajouter par-dessus « d'autres arcs formerets pour supporter le poids de la grande voûte ».

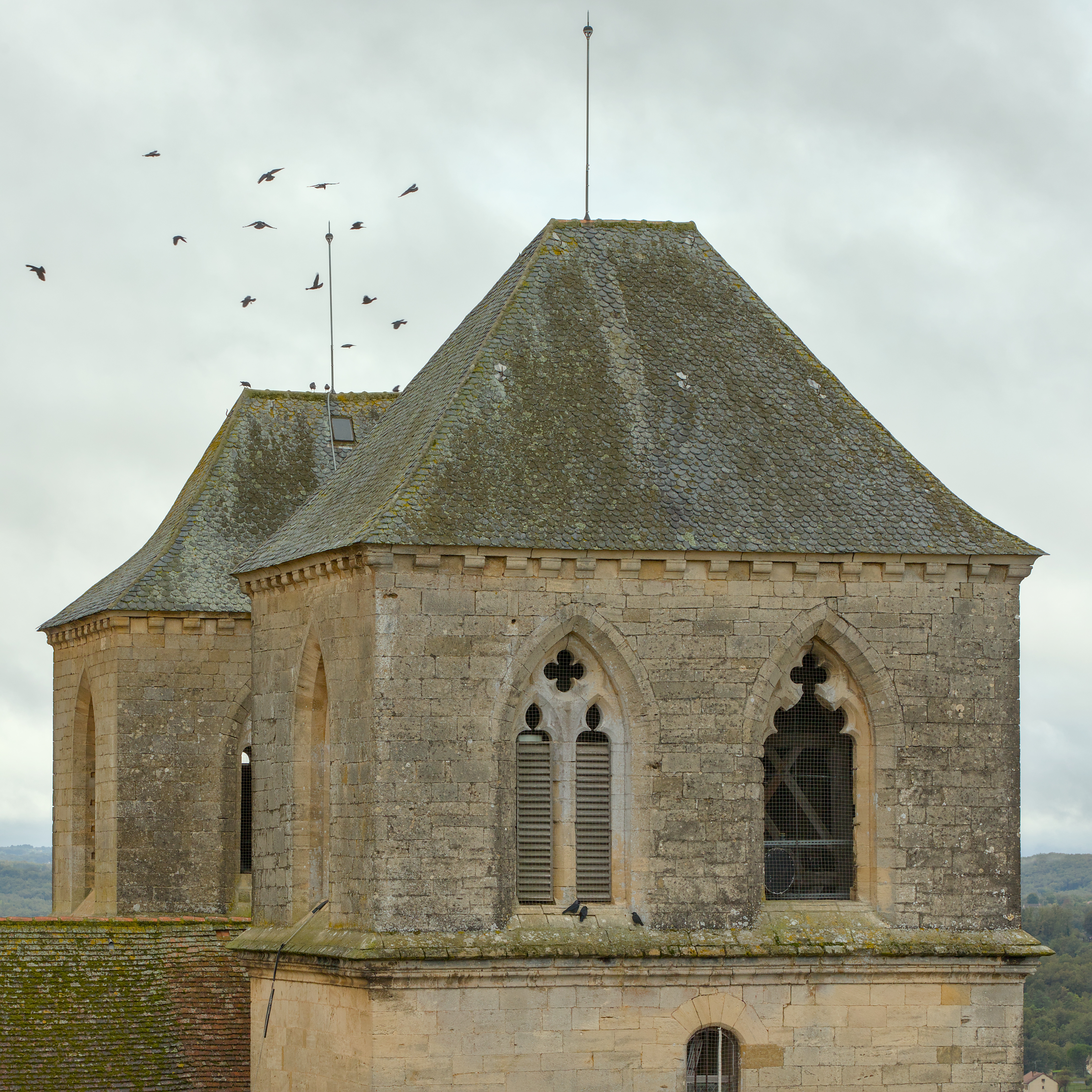
Les tours.

La tour nord est achevée en 1335. Le début de la guerre de Cent Ans, en 1339, entraîne l'arrêt des travaux. La façade n'est pas terminée.
En 1490, les consuls demandent au maître-maçon Jean Daniel de terminer la construction de la tour sud. C'est fait deux ans plus tard. Les travaux de construction s'achèvent avec la réalisation du grand portail, en 1509.

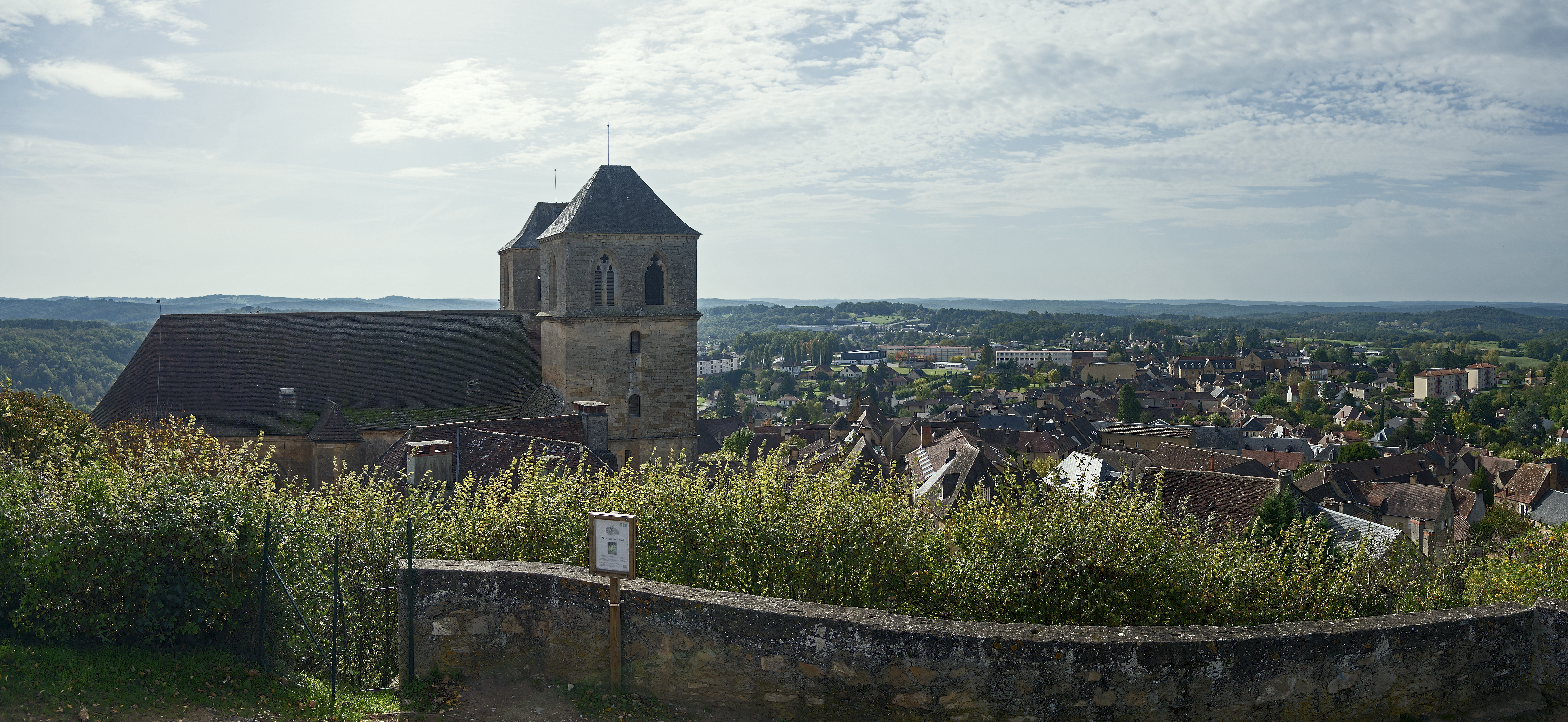
L'église et la ville.

Gravement dégradée le 4 septembre 1562 lors de l'invasion des troupes protestantes du capitaine Duras.
Le chapitre de l'église Notre-Dame de l'Assomption du Vigan et le recteur de l'église Saint-Pierre vont s'opposer sur la charge de la restauration. L'église laissée sans réparations est alors décrite comme « en ruyne ». Ils sont condamnés en 1591 à remettre l'église en état à la suite d'une plainte des consuls. Les mâchicoulis placés au-dessus de la porte d'entrée datent peut-être de cette restauration. Elle commence à partir de 1608.
L'église ne souffre pas de la Révolution.
L'église est classée très tôt, sur la liste de 1841, mais a cessé d'y apparaître jusqu'en 1875. Il y a eu finalement régularisation car l'édifice est classé au titre des monuments historiques en 1906. 
Plusieurs objets sont référencer dans la base Palissy. 
En 1987, l'orgue de tribune, précédemment installé en 1887, est réinstallé dans son buffet.

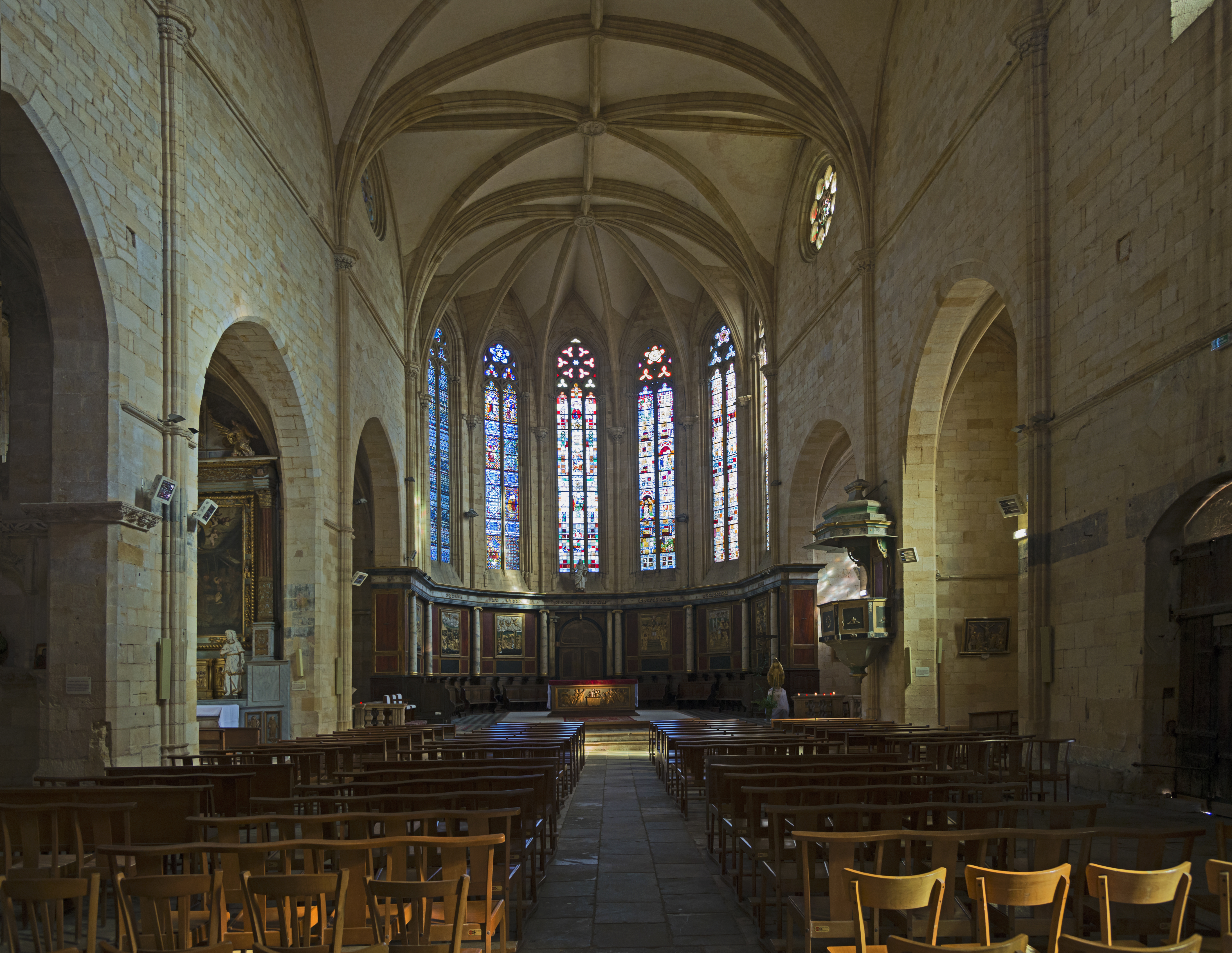
L'intérieur de la nef.

## Description
L'église s'élève au centre de la commune de Gourdon, dans le département français du Lot, dominant la butte sur laquelle est construit le village. Il s'agit de l'église paroissiale. Elle est dédiée à saint Pierre.
L'église Saint-Pierre est un édifice que le caractère dépouillé rattache à l'école gothique languedocienne. Sa façade principale est flanquée de deux tours et sa partie centrale est surmontée de mâchicoulis. Sa nef mesure 41 m de long, 12 m de large et 21 m de haut ; ses tours s'élèvent à 35 m de hauteur.

## Mobilier
Parmi les objets mobiliers présents dans l'église :
- un orgue de tribune de 1887, réalisé par Édouard et Eugène Stoltz, fils de Jean-Baptiste Stoltz et installé dans un buffet baroque antérieur datant de 1780 (classé monument historique en 1979)[2],[3] ;
- un retable du XVIIe siècle (classé en 1975)[4] ;
- plusieurs bas-reliefs de bois doré polychrome, réalisé par les sculpteurs Tournié à la fin du XVIIe siècle ou au XVIIIe siècle, classés en 1975 :
  - La Vierge Marie[5] ;
  - L'Annonciation[6] ;
  - La Visitation[7] ;
  - La Vierge du rosaire[8] ;
  - Scènes de la vie de la Vierge[9] ;
  - Le Christ tenant un globe terrestre[10] ;
- un bénitier du XVIIe siècle (classé en 1907)[11] ;
- un cadran solaire du XIVe siècle, sur l'extérieur de l'église, porté par la statue d'un religieux (classé en 1906)[12] ;
- un antependium (école des sculpteurs Tournié, fin XVIIe siècle) représentant le sacerdoce de Melchisédech ;
- un chemin de croix en ronde-bosse de style classique ;
- un autel décoré par le peintre Barbieri (1833) et restauré en 2005-2006 ;
- une chaire d'époque Restauration.

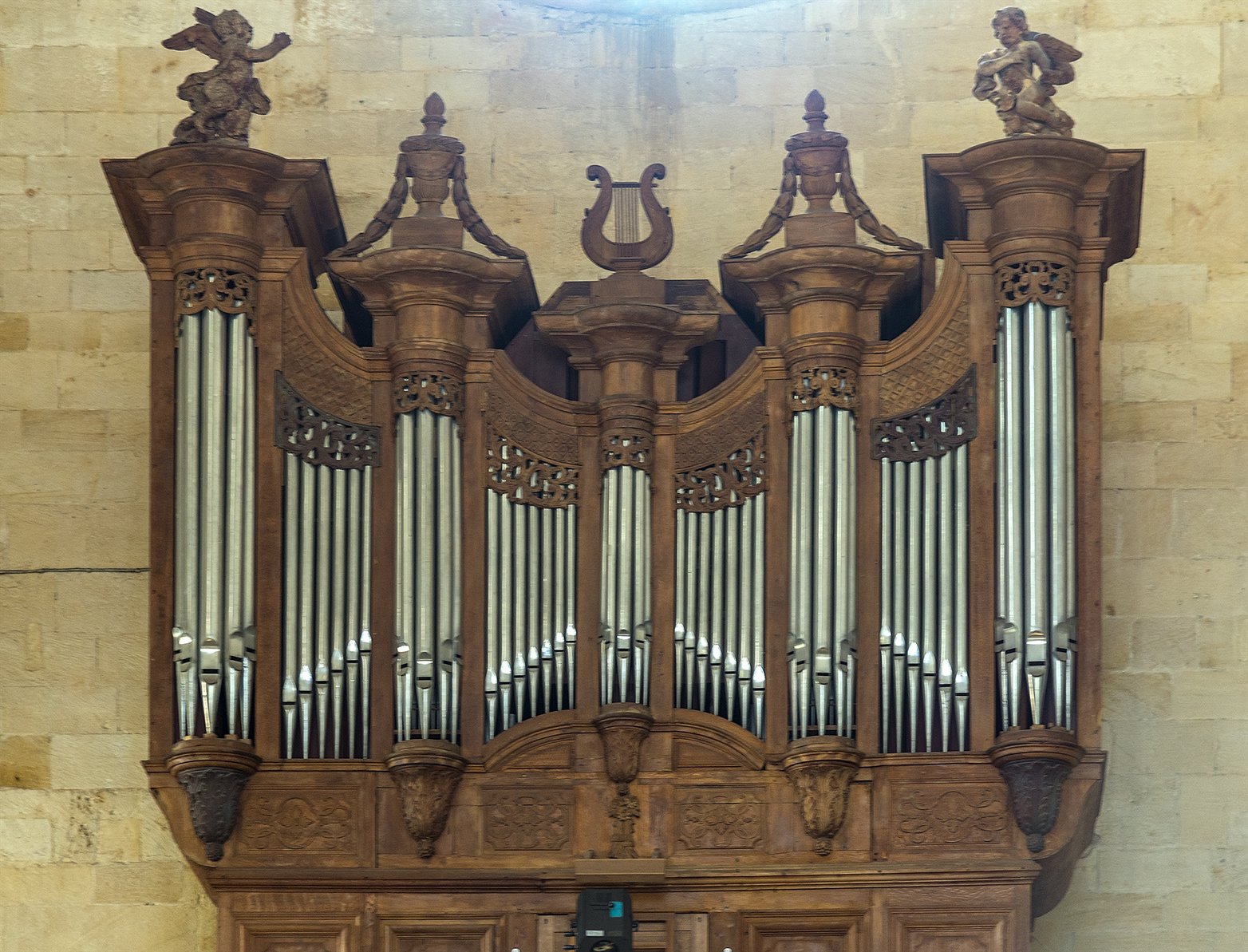
L'orgue.
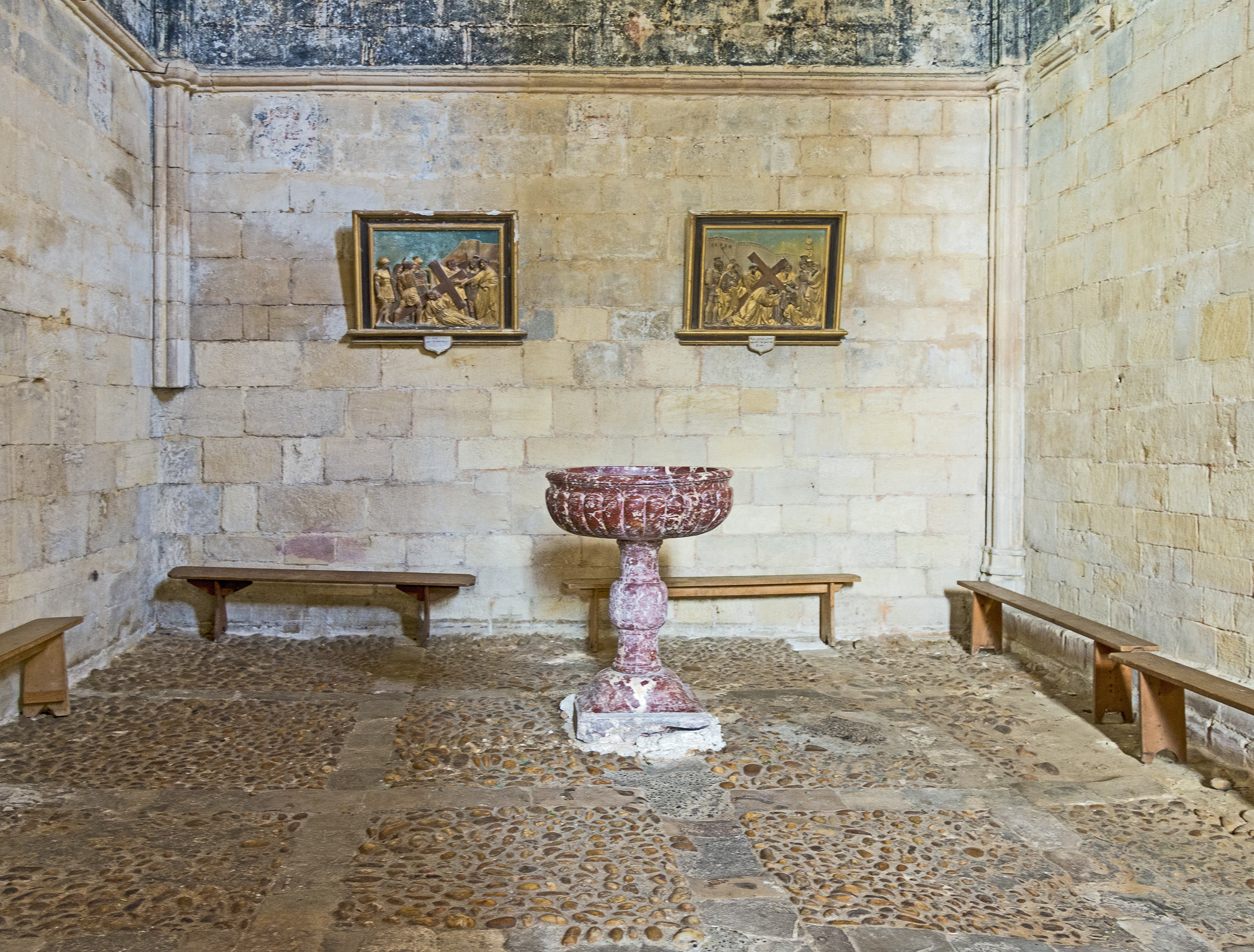
Les fonts baptismaux.
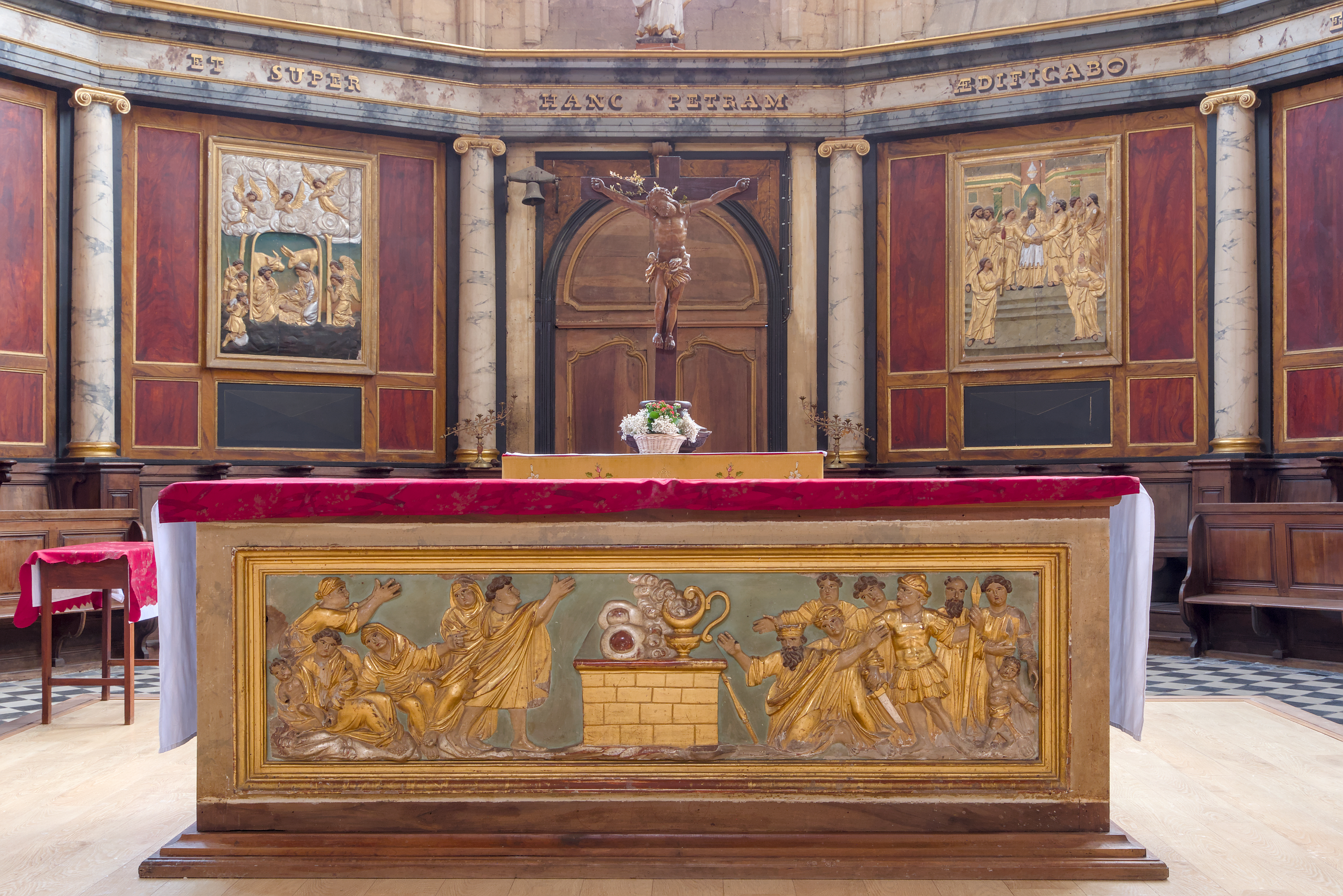
Le chœur et l'autel.
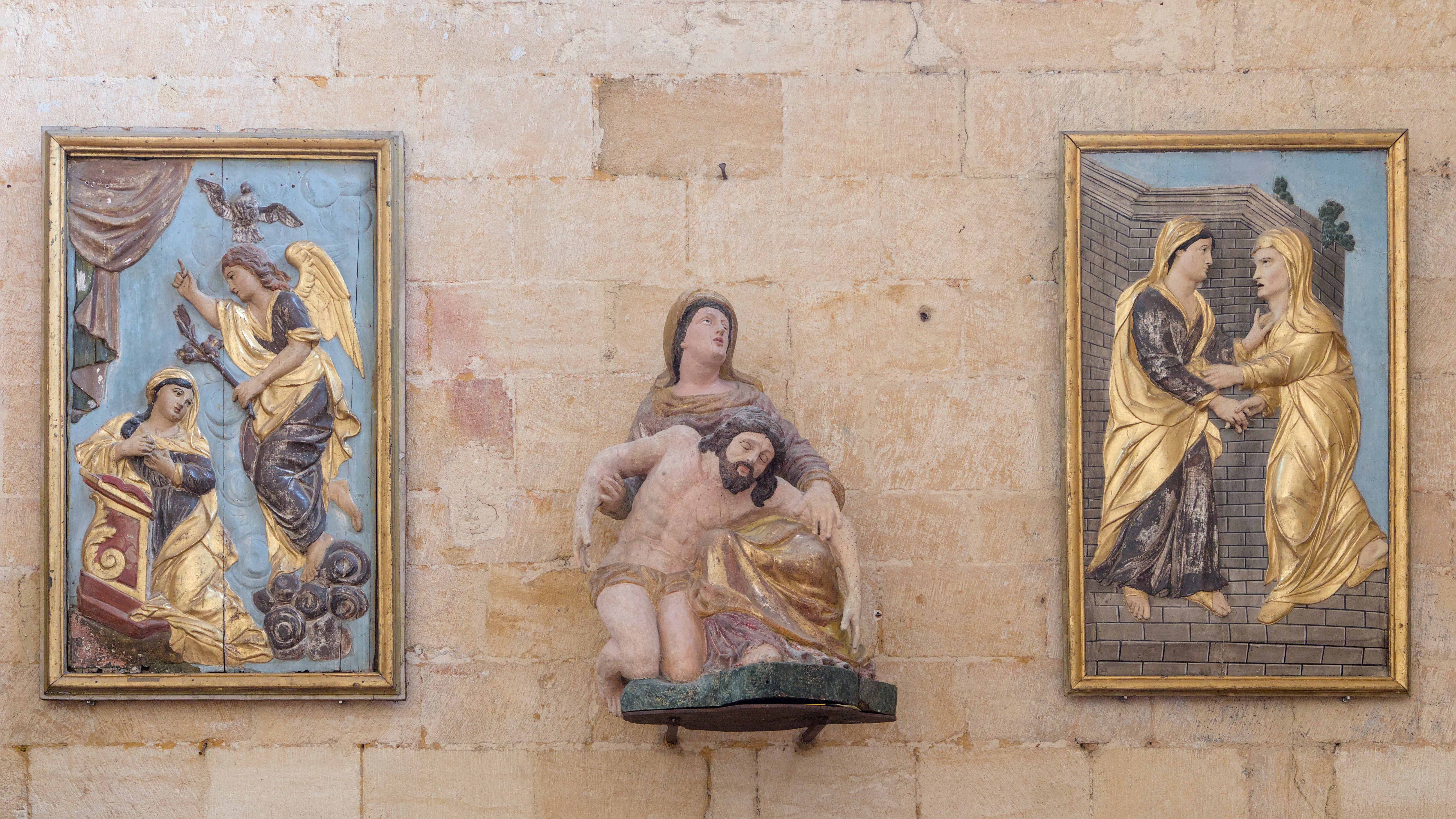
Panneaux sculptés de l'Annonciation et de la Visitation (par les sculpteurs Tournié), entourant une Pieta.
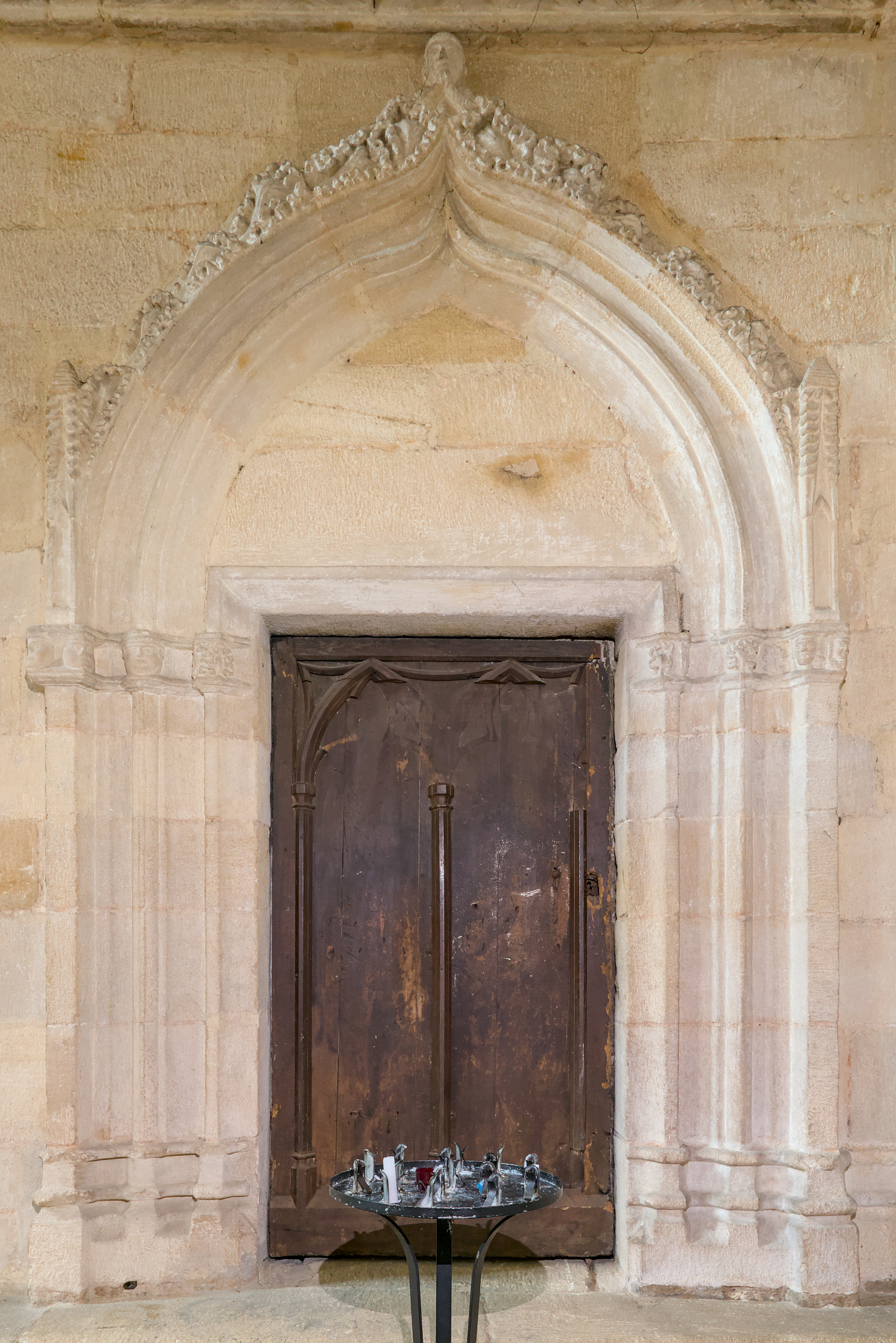
Porte menant au clocher.
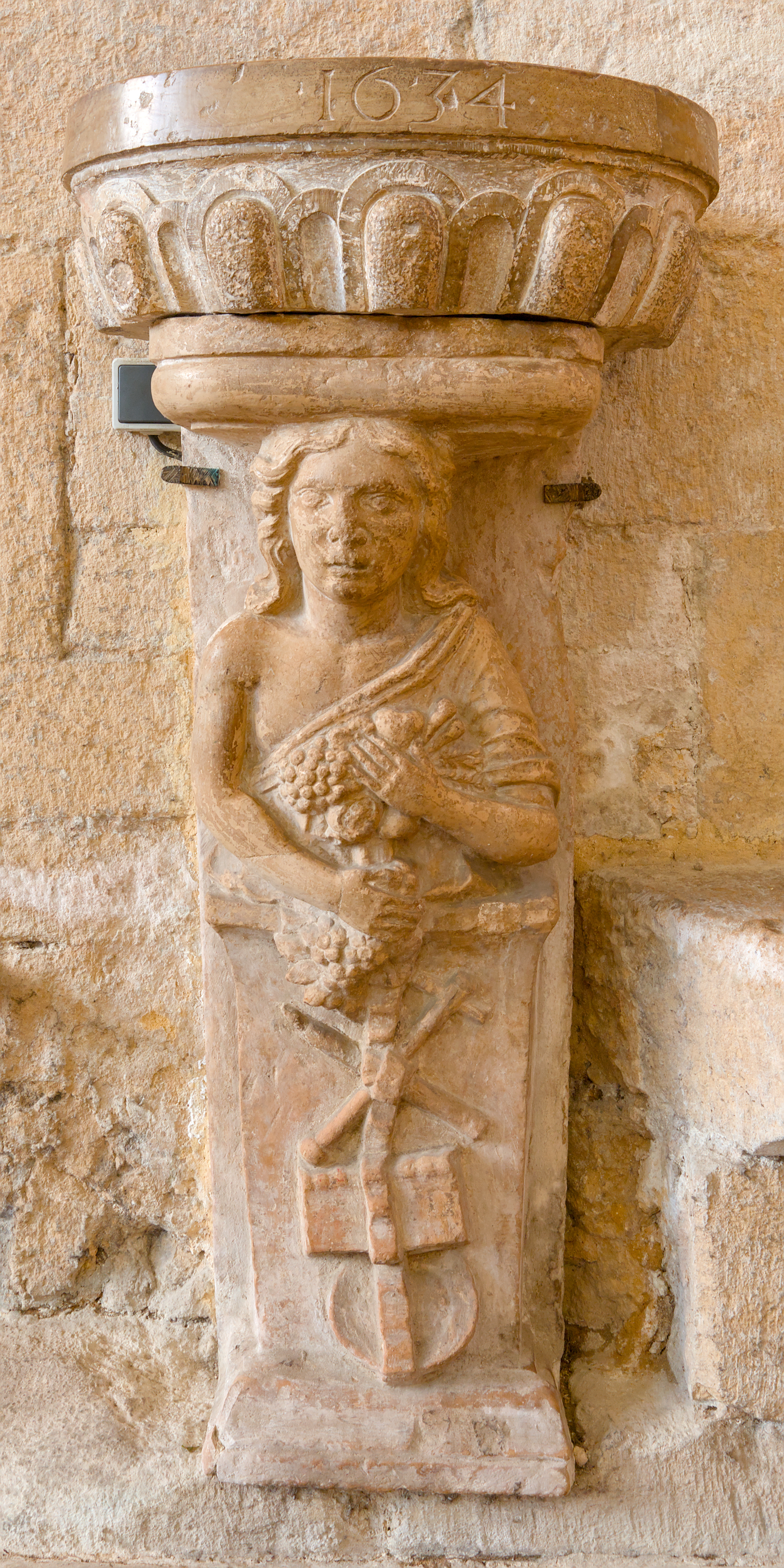
Bénitier du XVIIe siècle.

## Vitraux
L'église possède des fragments de vitraux géométriques datant du XIVe siècle et des vitraux historiés du XVIe siècle dans la rosace se trouvant au-dessus du portail occidental.
Le vitraux du chœur ont été réparés en utilisant des verres anciens, en 1610, par Olivier Rey, un verrier de Gourdon.

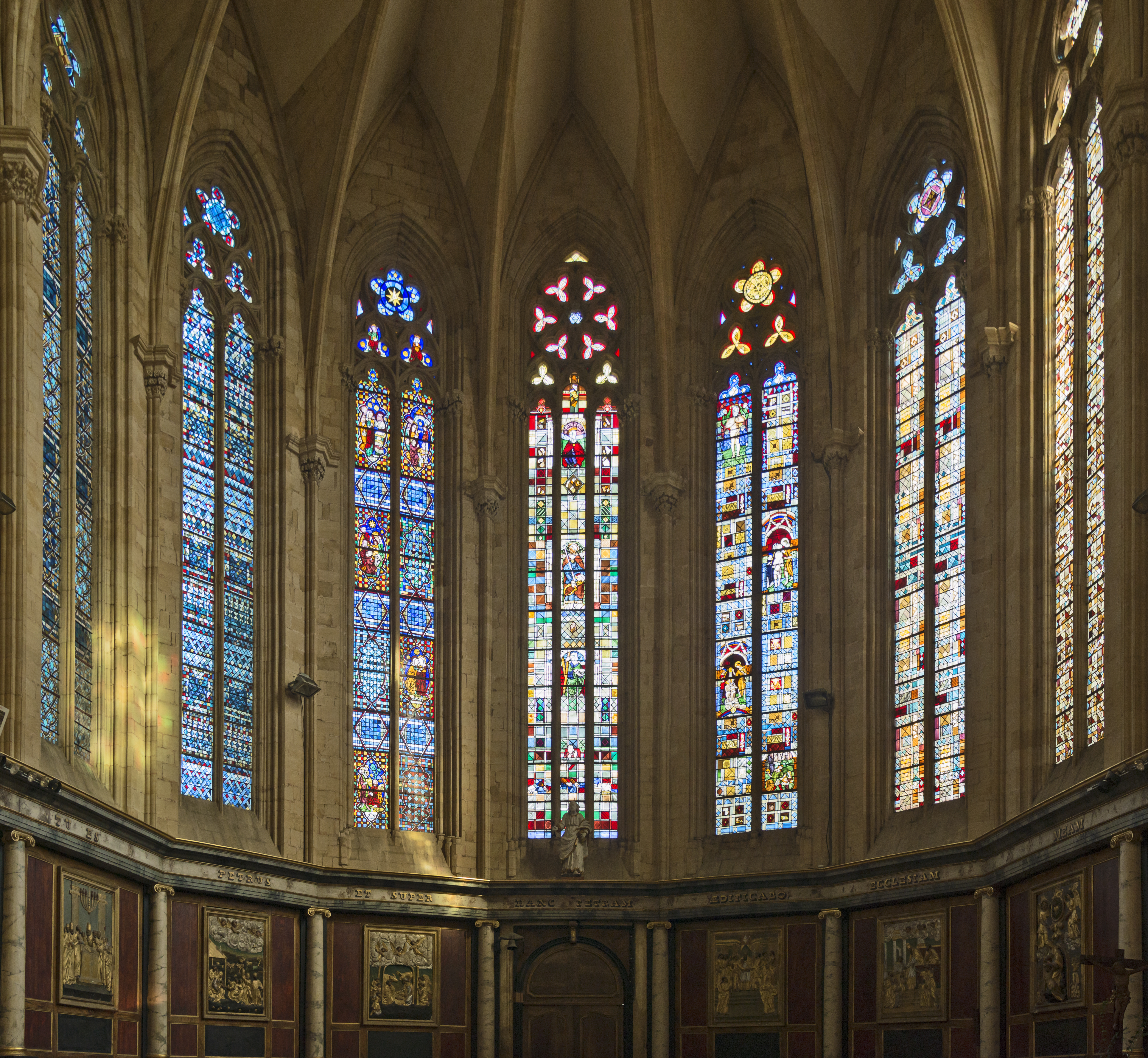
Vitraux de l'abside.
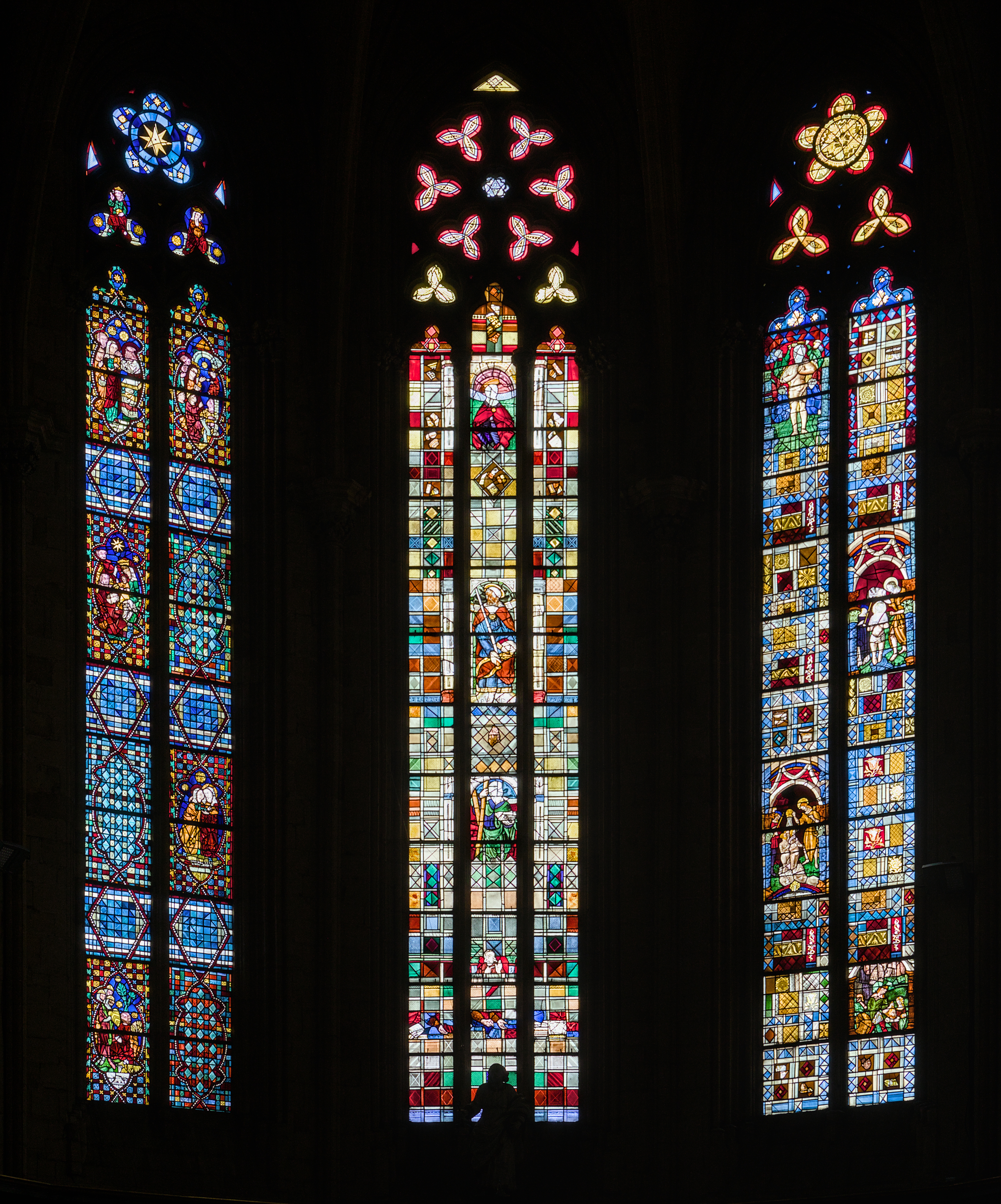
Vitraux du chœur.
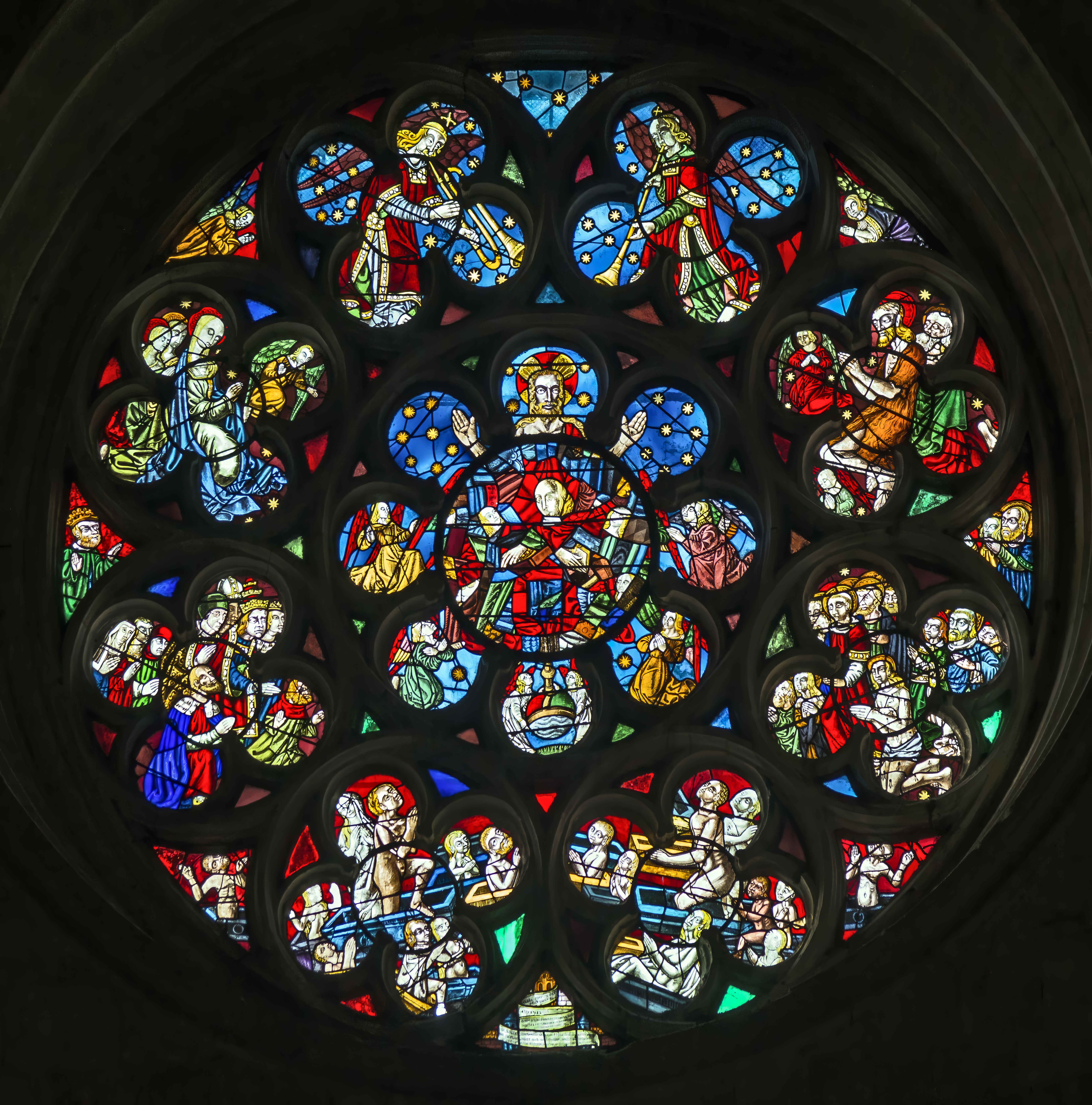
La rosace.